# Меано (Белуно)
Меано (итал. Meano) је насеље у Италији у округу Белуно, региону Венето.
Према процени из 2011. у насељу је живело 867 становника. Насеље се налази на надморској висини од 311 м.